# Come and Get It (álbum de Rachel Stevens)
Come & Get It es el segundo disco en la carrera de solista de Rachel Stevens, realizado bajo la placa Polydor Records el 17 de octubre de 2005. Entre los productores se encuentran Xenomania y Richard X. Fue publicado fuera del Reino Unido, pero ha tenido muy pocas ventas, vendiendo en total menos de 200 000 copias en total. Entre las 13 canciones del disco, se incluye Some Girls, el tercer sencillo de Funky Dory

## Canciones

### Edición Original
1. "So Good"
2. "I Said Never Again (But Here We Are)"
3. "Crazy Boys"
4. "I Will Be There"
5. "Negotiate With Love"
6. "All About Me"
7. "Secret Garden"
8. "Nothing Good About This Goodbye"
9. "Some Girls"
10. "Je M'Appelle"
11. "Funny How"
12. "Every Little Thing"
13. "Dumb Dumb"

### Edición CD+DVD

#### CD
1. "So Good"
2. "I Said Never Again (But Here We Are)"
3. "Crazy Boys"
4. "I Will Be There"
5. "Negotiate With Love"
6. "All About Me"
7. "Secret Garden"
8. "Nothing Good About This Goodbye"
9. "Some Girls"
10. "Je M'Appelle"
11. "Funny How"
12. "Every Little Thing"
13. "Dumb Dumb"

#### DVD
1. "Sweet Dreams My L.A. Ex"
2. "Funky Dory"
3. "Some Girls"
4. "More, More, More"
5. "Negotiate With Love"
6. "So Good"
7. "I Said Never Again (But Here We Are)"

## Sencillos
1. Negotiate With Love
2. So Good
3. I Said Never Again (But Here We Are)

## Posicionamiento
| Listas (2005)                          | Posición |
| -------------------------------------- | -------- |
| UK Album Chart                         | 28       |
| Listas (2007)                          | Posición |
| Colombia Album Chart                   | 7        |
| iTunes US                              | 39       |
| iTunes Pop US                          | 1        |
| U.S. Billboard Dance/Electronic Albums | 4        |
| U.S. Billboard Heatseekers Albums      | 79       |

- Datos: Q519035